# Eliza Ibarra
Eliza Ibarra (Riverside, California; 22 de marzo de 1997) es una actriz pornográfica y modelo erótica estadounidense.

## Biografía
De origen mexicano, nació en la ciudad californiana de Riverside, ubicada en el área metropolitana del Inland Empire, al sur del estado, en marzo de 1997. Poco después de cumplir los 18 años, contactó con el actor pornográfico Bruce Venture con el interés activo de poder entrar en la industria. Finalmente las conversaciones no fueron a más, pero no perdieron el contacto.
Comenzó teniendo algunos trabajos intermedios, como en un restaurante de la cadena Pizza Hut o en una tienda de ropa de la marca Harley-Davidson. Nuevamente, el contacto con Venture se produjo en 2018, quien la remitió al representante Mark Splieger, dándole la oportunidad de debutar en la industria como actriz pornográfica en abril de ese año, con 21 años, rodando una escena para el sitio web Passion-HD.
Como actriz ha trabajado con productoras como Vixen, Twistys, Deeper, Brazzers, Digital Playground, Mofos, Blacked, Wicked Pictures, New Sensations, Zero Tolerance, Naughty America, Evil Angel, Girlfriends Films o Hustler, entre otras.
El año de su debut rodó su primera escena de sexo interracial para Bangbros en Monsters of Cock 74. En noviembre de 2018, el portal Twistys la nombró Treat Of The Month.
En 2019 recibió sendas nominaciones en los Premios AVN y XBIZ a Mejor actriz revelación.
Ha rodado más de 650 películas como actriz.
Algunas películas de su filmografía son Control Freak, Faces Covered 8, Grandfather Cuckold, Latin Asses 4, My Sexy Little Sister 5, Pretty Little Sluts 2, Raw 34, Sharing My Girlfriend, Showcases 3 o Women Seeking Women 158.

## Premios y nominaciones
| Año  | Ceremonia    | Resultado | Premio                                            | Trabajo                                         |
| ---- | ------------ | --------- | ------------------------------------------------- | ----------------------------------------------- |
| 2019 | Premios AVN  | Nominada  | Mejor actriz revelación                           | —                                               |
| 2019 | Premios XBIZ | Nominada  | Mejor actriz revelación                           | —                                               |
| 2019 | Premios XRCO | Nominada  | Nueva estrella del año                            | —                                               |
| 2020 | Premios AVN  | Nominada  | Mejor escena de blowbang                          | Facialized 6                                    |
| 2020 | Premios AVN  | Nominada  | Mejor escena de sexo POV de sexo                  | Shooting With Sexy Eliza Ibarra                 |
| 2022 | Premios AVN  | Nominada  | Mejor escena de sexo lésbico en grupo             | Breaking Up Is Hard                             |
| 2022 | Premios XBIZ | Nominada  | Mejor escena de sexo en película gonzo            | BlackedRaw 41                                   |
| 2023 | Premios AVN  | Nominada  | Mejor escena de sexo en grupo                     | My Mistress Part 2                              |
| 2024 | Premios AVN  | Nominada  | Mejor escena de sexo lésbico en grupo             | My Girlfriend’s Yoga Roommate                   |
| 2024 | Premios AVN  | Nominada  | Mejor escena de sexo en grupo en realidad virtual | VRB World Cup 2022 – Blowjob World Championship |